# Aleksander Kuźmin

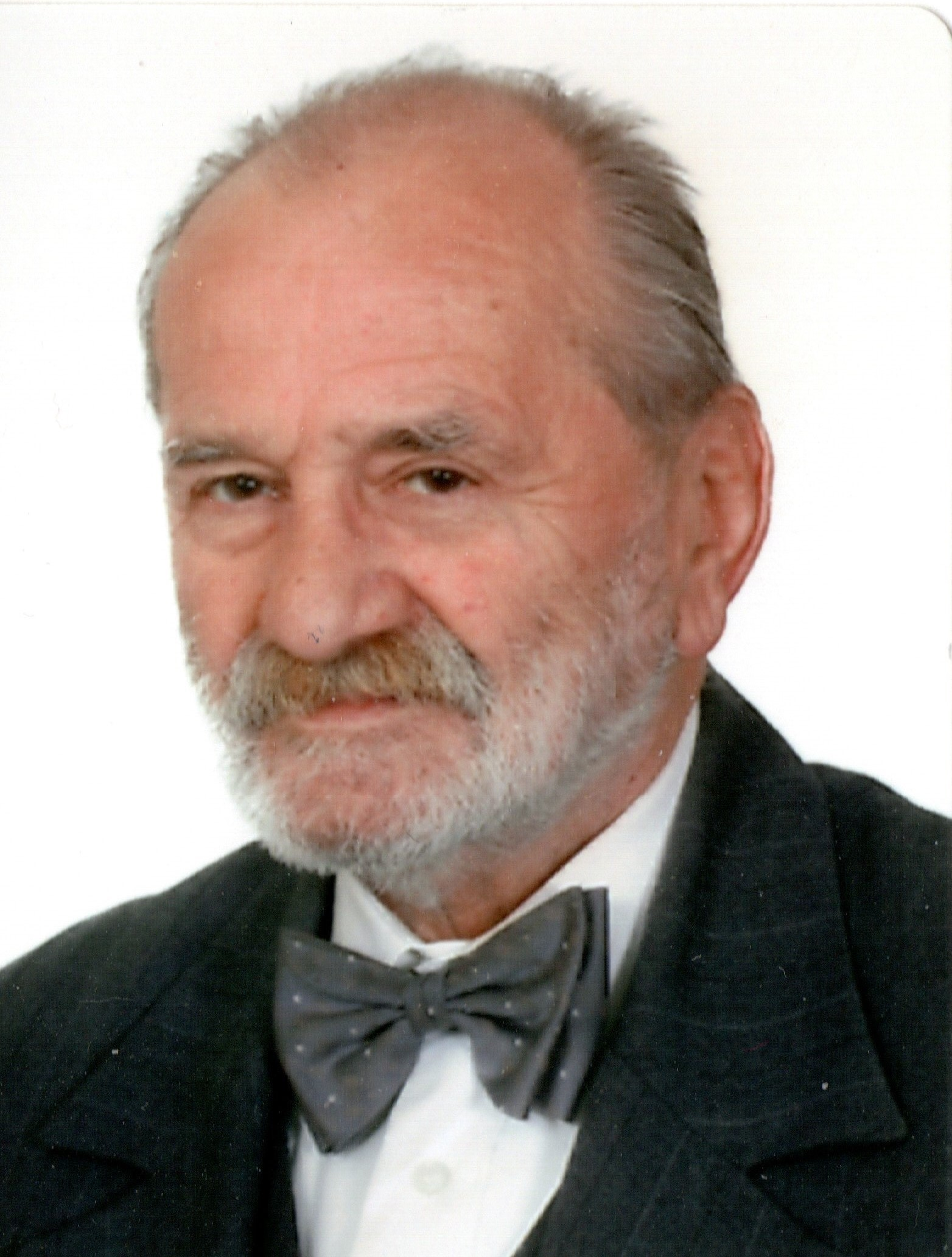
Aleksander Kuźmin

Aleksander Maria Kuźmin (ur. 30 sierpnia 1939 w Poznaniu) – polski numizmatyk, heraldyk, sfragistyk, matematyk, informatyk.

## Życiorys
Syn Aleksandra, po maturze w 1961 wstąpił na Wyższą Szkołę Pedagogiczną w Gdańsku, uzyskując tam stopień mgr. matematyki, po czym podjął pracę w Zakładzie Elektronicznej Techniki Obliczeniowej ZETO. W latach 1972–1973 pracował jako technolog informatyk w IMGW w Gdyni. W latach 1974–1980 główny technolog, a następnie zastępca dyrektora ds. projektowo-programowych w ośrodku obliczeniowym budownictwa ETOB w Gdańsku. W okresie 1980–1982 kierownik ośrodka obliczeniowego Polmozbyt Gdańsk, w latach 1983–1995 znów w ZETO jako kierownik działu nośników, po przejęciu ZETO przez Prokom – kierownik działu szkoleń. W okresie 1995–2000 w PZU, jako naczelnik Wydziału Informatyki na okręg gdański, od 2000 do 2004 pracował w ośrodku szkoleniowym Combidata.

## Numizmatyk
Od 1978 członek Polskiego Towarzystwa Numizmatycznego, od 1991 członek i następnie do 2019 prezes Zarządu Oddziału, w latach 1995–2001 członek Zarządu Głównego, od 2001 do 2003 prezes PTN, ekspert ZG PTN.

## Heraldyk i sfragistyk
Długoletni członek Polskiego Towarzystwa Genealogiczno-Heraldycznego.
Członek Komisji do spraw zmiany dotychczasowego wizerunku herbu Rumi, powołanej przez Radę Miejską w Rumi w 1994.
Członek jury konkursowego powołanego w celu utworzenia herbu dzielnicy Chylonia w Gdyni przez Radę Dzielnicy Chylonia w 1999.

## Publikacje
Założyciel i redaktor Gdańskich Zeszytów Numizmatycznych w latach 1988–2013. Prywatny adres Aleksandra Kuźmina był jednocześnie adresem redakcji i wydawnictwa. Autor broszur i książek z zakresu numizmatyki, m.in.: Fałszerstwa Monet Wolnego Miasta Gdańska (1993), Organizacja mennic i techniki mennicze w Polsce w XVI i XVII wieku (2003), Katalog żetonów sopockiego kasyna gry (2006), Gdynia w numizmatyce (2008).
W latach 2001–2003 członek redakcji Biuletynu Numizmatycznego. Współredaktor (wraz z m.in. Małgorzatą Sokołowską) II Tomu Encyklopedii Gdyni.
Autor wielu artykułów i notatek numizmatycznych opublikowanych m.in. w: Biuletynie Numizmatycznym, Przeglądzie Numizmatycznym, Groszu, Magazynie numizmatycznym. Redaktor czasopisma Medalierstwo i Falerystyka. Autor referatów na międzynarodowych sesjach numizmatycznych, wystawca na wystawach o tematyce numizmatycznej.

## Nagrody i odznaczenia[1]
- Nagroda Ministra Przemysłu Budowlanego za opracowanie nowych technologii w dziedzinie rejestracji danych (1974)
- Złota Odznaka PTN
- Złoty Medal prof. Ryszarda Kiersnowskiego
- Medal Za Zasługi dla Numizmatyki
- Dyplom Honorowy PTN (trzykrotnie)
- Odznaka Zasłużony Działacz Kultury
- Członek honorowy PTN
- Medal Zasłużony dla Oddziału Gdańskiego PTN